# Dragon Voice
Dragon Voice (japanisch ドラゴンボイス doragon boisu, übersetzt „Drachenstimme“) ist eine Manga-Serie der japanischen Zeichnerin Yuriko Nishiyama. Der Manga, der sich vorwiegend an Jungen richtet und dem Shōnen-Genre zuzuordnen ist, erschien von 2001 bis 2003 und umfasst über 2.000 Seiten. Die Geschichte, eine Mischung aus Comedy und Drama, über einen Sänger mit ungewöhnlicher Stimme wurde in mehrere Sprachen übersetzt.

## Handlung
Der 15 Jahre alte Rin Amani ist zwar ein grandioser Tänzer, aber seine Stimme ist rau und unangenehm. Trotzdem träumt er davon, einmal ein berühmter Sänger zu werden. Eines Tages geht er auf ein Konzert der Gruppe Beatman und trägt dort seine Gesangsleistungen vor. Die japanischen Zeitungen schreiben daraufhin von einem „seltsamen Geräusch“, während die Fans, die diesem Konzert beiwohnten, völlig begeistert von Rins Stimme waren. Dies ist für den Präsidenten der Gruppe nur so zu erklären, dass Rin die legendäre Dragon Voice besitzt, eine Stimme, die nur Live zu empfinden ist, auf Aufnahmen jedoch wie ein Störgeräusch klingt. Rin tritt der bis dahin vierköpfigen Band bei.

## Veröffentlichungen
Dragon Voice erschien in Japan von Januar 2001 bis Januar 2003 in Einzelkapiteln im wöchentlich erscheinenden Manga-Magazin Shōnen Magazine, in dem zur selben Zeit auch unter anderem Ken Akamatsus Love Hina und Hiro Mashimas RAVE veröffentlicht wurden. Der Kodansha-Verlag fasste diese Einzelkapitel auch in elf Sammelbände zusammen.
Eine US-amerikanische Fassung brachteTokyopop ab Oktober 2004 heraus, eine chinesische erschien bei Tong Li Publishing. Die Serie erschien außerdem auf Koreanisch und Thailändisch.

## Rezeption
Jason Thompson hebt als Besonderheit der Geschichte hervor, dass die in Shōnen-Manga übliche, notorisch abwesende Vorbildfigur hier nicht der Vater, sondern die Mutter ist. In Szenen mit Musik wird diese dynamisch, voller Energie und mit viel Bewegung und Darstellung der Noten vermittelt, obwohl dies im Manga eine besondere Herausforderung ist. Inhaltlich zeige sich durch viele, im Setting der frühen 2000er etwas unpassenden, Verweise auf die 1980er Jahre, dass Nishiyama ein Kind dieses Jahrzehnts ist. Trotz der soliden zeichnerischen Umsetzung, die unterhaltsame Charaktere und auch viel „heißen männlichen eye candy“ biete, sei die Serie inhaltlich enttäuschend. Die Geschichte entwickele sich nicht weiter, sondern es werde eine Albernheit an die nächste gereiht.
Die deutsche Zeitschrift AnimaniA verweist auf viele Ähnlichkeiten zu Nishiyamas vorheriger Serie Harlem Beat: eine Geschichte um einen jugendlichen Außenseiter, der seinen Weg in einer neuen Welt finden muss, hier die Musik wie bei Harlem Beat der Sport. Diese Welt ist bevölkert von gutaussehenden Bishōnen, wie auch der Protagonist, und auch im Zeichenstil ähnelten sich beide Mangas sehr. Die MangasZene lobt die „spannende, bewegende und humorvolle Geschichte mit interessanten Charakteren, in der auch die harten Seiten des Show Biz mitsamt den Rivalitäten zwischen verschiedenen Gruppen recht realistisch dargestellt werden“. Neben den „schönen Charakterdesigns“ seien auch die „detailgenauen, wenn auch etwas raren Hintergründe“ und die „flüssigen Bewegungsabläufe“ beeindruckend.